# El estudiante (película de 2016)
El estudiante (Ученик, Outchenik) es una película dramática ruso escrita y dirigida por Kiril Serébrennikov y estrenada en 2016. Se trata de la adaptación de la pieza Mártir del dramaturgo alemán Marius von Mayenburg.

## Sinopsis
Un joven estudiante trata de llevar la verdad revelada de la Biblia hasta sus seres más queridos. El joven, que se cuestiona todo, descubre en el libro sagrado una tabla de salvación.

## Ficha técnica
- Título original: Ученик (Uchenik)
- Título internacional: The Student
- Título en español: El estudiante
- Dirección: Kiril Serébrennikov
- Guion: Kiril Serébrennikov, versión de Martyr de Marius von Mayenburg
- Decorados: Ekaterina Shcheglova
- Vestuario: Tatyana Dolmatovskaya
- Fotografía: Vladislav Opelyants
- Montaje: Yuriy Karikh
- Música: Ilya Demutsky
- Productores: Yuriy Kozyrev, Diana Safarova, Ilya Stewart
- Producción: Hype Film
- Distribución: ARP Sélection (France)
- País de origen:  Rusia
- Lengua original: ruso
- Formato: couleur - 35 mm - 2,35:1 - Dolby Digital
- Género: drama
- Duración: 118 minutos
- Fecha de estreno:
  - Francia: 13 de mayo de 2016 (Festival de Cannes) ; 23 de noviembre de 2016
  - Rusia: 13 de octubre de 2016

## Reparto
- Piotr Skvortsov : Veniamin Ioujine
- Victoria Issakova : Elena Krasnova
- Ioulia Aug : Inga Iougina
- Alexandre Gortchiline : Grigoriy Zaïtsev
- Alexandra Revenko : Lidia Tkatcheva
- Irina Roudniktskaïa : Irina Petrovna
- Svetlana Bragarnik : Lioudmila Stoukalina
- Nikolaï Rochtchine : le père Vsevolod

### Críticas
En Francia, la recepción crítica fue positiva. La web AlloCiné le dio una media de 3,6/5 entre los críticos, y de 3,6/5 para los espectadores. Para Pierre Murat de Télérama, El estudiante 

est le premier choc du Festival. Un film farouche et dérangeant, réalisé par Kirill Serebrennikov, connu jusqu'ici pour ses mises en scène de théâtre [...] Mise en scène splendide, faite de plans séquence et d'audaces visuelles... C'est un film qui terrifie et subjugue...

 Para Mathieu Macheret de Le Monde, 

le texte, d'un humour décapant, fait mouche et démontre la vulnérabilité des institutions civiles et de leur relativisme, face à l’expression d'une quelconque forme d’absolu. Serebrennikov cherche à faire oublier l'origine scénique [...] mais ce faisant réduit son approche à une visée essentiellement illustrative.

.

### Premios
- Kinotavr 2016 : Premios de la puesta en escena.[4]
- #30.º ceremonia de las Nika : Nika de la mejor actora en un segundo rol para Ioulia Aug.

### Selección
- Festival de Cannes 2016 : selección en sección Una cierta mirada.